# Протейные (подсемейство)
Протейные (лат. Proteoideae) — подсемейство цветковых растений, включённое в семейство Протейные (Proteaceae) порядка Протеецветные (Proteales).

## Ботаническое описание
В подсемейство входят самые разнообразные растения. Общими признаками для всех видов являются сухие голые плоды с одним семенем, у некоторых видов с мясистым околоплодником. У большинства видов недоразвита цветоножка. Некоторые роды включают виды с конусовидными соцветиями. Листья простые, микроскопическое строение листьев сравнительно однообразное. Тычинки обычно приросшие к долям околоцветника.
Подавляющее большинство видов произрастает в Южном полушарии — в Африке и Океании. Лишь несколько видов известны из Южной Америки.

## Таксономия
|  |                                      |  |                                                         |                                                         |                     |  | ещё 2 семейства |                    |                        |         |
|  |                                      |  |                                                         |                                                         |                     |  |                 |                    |                        | 4 трибы |
|  |                                      |  |                                                         | порядок Протеецветные                                   |                     |  |                 |                    | подсемейство Протейные |         |
|  |                                      |  |                                                         | порядок Протеецветные                                   |                     |  |                 |                    | подсемейство Протейные |         |
|  | отдел Цветковые, или Покрытосеменные |  |                                                         |                                                         | семейство Протейные |  |                 |                    |                        |         |
|  | отдел Цветковые, или Покрытосеменные |  |                                                         |                                                         |                     |  |                 |                    |                        |         |
|  |                                      |  | ещё 58 порядков цветковых растений (по Системе APG III) | ещё 58 порядков цветковых растений (по Системе APG III) |                     |  |                 | ещё 4 подсемейства | ещё 4 подсемейства     |         |
|  |                                      |  |                                                         | ещё 58 порядков цветковых растений (по Системе APG III) |                     |  |                 |                    | ещё 4 подсемейства     |         |

### Трибы
- без трибы

Beauprea Brongn. & Gris, 1871
Beaupreopsis Virot, 1968
Cenarrhenes Labill., 1805
Dilobeia Thouars, 1806
Eidothea A.W.Douglas & B.Hyland, 1995
Franklandia R.Br., 1810
- Conospermeae Endl., 1837 — 2 подтрибы
- Leucadendreae P.H.Weston & N.P.Barker, 2006 — 3 подтрибы
- Petrophileae P.H.Weston & N.P.Barker, 2006 — 2 рода
- Proteeae Dumort., 1829 — 2 рода